# Öster-Orrmyrtjärnen
Öster-Orrmyrtjärnen är en sjö i Nordmalings kommun i Ångermanland och ingår i Leduåns huvudavrinningsområde. Sjön har en area på 0,0652 kvadratkilometer och ligger 208,5 meter över havet. Sjön avvattnas av vattendraget Bråtabäcken.

## Delavrinningsområde
Öster-Orrmyrtjärnen ingår i det delavrinningsområde (706795-167503) som SMHI kallar för Mynnar i Leduån. Medelhöjden är 180 meter över havet och ytan är 10,85 kvadratkilometer. Det finns inga avrinningsområden uppströms utan avrinningsområdet är högsta punkten. Bråtabäcken som avvattnar avrinningsområdet har biflödesordning 2, vilket innebär att vattnet flödar genom totalt 2 vattendrag innan det når havet efter 12 kilometer. Avrinningsområdet består mestadels av skog (81 procent). Avrinningsområdet har 0,1 kvadratkilometer vattenytor vilket ger det en sjöprocent på 0,9 procent.